# Nesografia
Nesografia é um ramo da geografia que estuda as ilhas.